# رالف غريتوركس
رالف غريتوركس (1625 تقريبًا–1675)، هو صانع أجهزة رياضياتية، عمل كمساعد لصانع الساعات اللندني إلياس ألين. ذكره أوبري جون في كتابه «مختصر حيوات» أنه كان صديقًا لعالم الرياضيات ويليام أوتريد. وكان ممن شهدوا اجتماعات تأسيس الجمعية الملكية.